# OneShot
OneShot es un juego de puzle y aventura desarrollado por el estudio independiente Future Cat y publicado por Komodo. Basado en una versión gratuita de 2014, se lanzó en Steam el 8 de diciembre de 2016, y en itch.io el 12 de marzo de 2020. El juego se lanzó para Nintendo Switch, PlayStation 4, y Xbox One el 22 de septiembre de 2022, con el nombre de OneShot: World Machine Edition.
Descrito oficialmente como el juego donde "el mundo sabe que existes", tanto su jugabilidad como historia presentan elementos metaficticios. Muchos puzles requieren interactuar con el sistema operativo fuera del programa del videojuego. Narrativamente, el jugador es un personaje separado del protagonista, Niko.
OneShot recibió gran cantidad de reseñas positivas, con la mayoría de críticos aclamando su narrativa y roturas de la cuarta pared, comparándolo positivamente con otros juegos como Undertale. En 2017, el juego fue nominado a "Mejor Juego de PC del año" en los Golden Joystick Award.

## Jugabilidad
En OneShot, el jugador guía a Niko, un niño que aparece en un desconocido mundo sin luz solar. El juego muestra el punto de vista de Niko, empleando una perspectiva desde arriba, mientras que el jugador es un personaje distinto, al que se refiere según el nombre de usuario con el que se inició la sesión.
Como es típico en juegos de aventuras, la jugabilidad se compone principalmente de resolver puzles con objetos; el juego carece de un sistema de combate. Los objetos se pueden usar para interactuar con una localización en específico o combinarse para formar nuevos objetos. A lo largo del juego, el jugador se encuentra con ordenadores, que le señalan que debe buscar contenido fuera del juego, incluso en el explorador de archivos. Estos también pueden llegar a interactuar con el sistema operativo del usuario de otras formas, como moviendo la pantalla del programa de diferentes formas simulando un revelado fotográfico, o sacando pistas del fondo de pantalla. Debido a estos puzles, las instrucciones del juego recomiendan jugar en modo ventana.

## Trama
El juego comienza con Niko, un niño con rasgos felinos, que despierta en una casa oscura y desconocida. Niko interactúa con un ordenador, que llama al jugador desde un cuadro de diálogo externo con el nombre de usuario con el que se ha iniciado sesión. Según la máquina, el mundo en el que Niko se encuentra está en ruinas y el objetivo del jugadores es guiarle de vuelta a su mundo. El niño encuentra el sol del mundo, que tiene forma de bombilla, y lo usa para salir de la casa, apareciendo en un desierto estéril.
Allí se encuentran con Profetabot, un robot que le explica a Niko la profecía que detalla cómo él salvará el mundo. La misión de Niko es llevar el sol a lo largo de las tres zonas del juego y colocarlo en la cima de "La Torre", restaurando la luz solar; en el momento se encuentra en "Los Baldíos". El robot enseña a Niko a comunicarse con el jugador, explicándole que es un dios del mundo del juego cuya responsabilidad es guiar al "Mesías" Niko. Más tarde conoce a Silver, un robot "domesticado" que le regala una pieza de ámbar a Niko con la que poder avanzar a la siguiente zona.
Ya en el boscoso "Valle", Niko habla con los residentes de la zona, entre ellos la joven Alula y Calamus, su hermano mayor, además del espíritu planta Maize. Tras reunir materiales para crear una pluma para pasar un guardia robot, Niko consigue entrar a la tercera zona, "El Refugio", y bajar a la ciudad con la ayuda de un farolero. Al llegar a la biblioteca, se dirige a la directora George, cuya atención llama con la ayuda de la investigadora Kip Silverpoint. Tras un estudio, George consigue traducir el diario que Niko recibió en los Baldíos, que explica que se necesitan tres objetos fosfóricos para acceder a la Torre, que está controlada por una "entidad". Esta "entidad" es la misma voz que interactuó con el jugador al principio del juego, y tiene un control limitado sobre el mundo. Con los tres objetos necesarios, la pieza de ámbar, la pluma de Calamus, y un dado que le regala George, Niko se acerca a la Torre.
Una vez dentro, el jugador no puede hablar con Niko. La entidad informa a Niko que ambos han cumplido su misión y regresarán a casa. Niko lo ve anticlimático, pero cede. El jugador descubre una nota misteriosa que ha aparecido como fondo de escritorio, explicando como volver a comunicarse con Niko, y el jugador reaparece, guiándole hasta la cima. En el camino a la cima, el jugador descubre notas de una figura misteriosa conocida como "El Autor", que explican que la entidad está fuera de control y ha desarrollado un comportamiento destructivo. Una vez arriba, el Autor les informa que pueden romper el sol y para que Niko regrese a su casa, que destruiría el mundo, o colocar el sol en la cima de la Torre, atrapando a Niko en este mundo. Niko deja la decisión al jugador, formándose así los dos finales del juego. Si el jugador decide colocar el sol en la cima, se muestran a los personajes mirando al cielo con el nuevo sol brillando en los créditos. Si, por el contrario, el jugador decide romper el sol, Niko vuelve a casa y se despide andando fuera de la ventana de juego tras oír una voz desde fuera del sistema. El mundo se presenta monocromático, con bordes morados y fondos oscuros. Aunque el destino de los personajes es desconocido, se asume que desaparecen. 

### Ruta "Solstice"
Tras completar el juego, una nota aparece en la carpeta Documentos del usuario, permitiendo al jugador continuar el juego mediante la ruta "Solstice". Al principio, es idéntica al juego principal, si dejamos de lado el hecho de que Niko tenga el diario del Autor antes de llegar a los Baldíos. Cuando Niko se encuentra a Silver en los Baldíos y entra a la mina, ambos viajan hasta un cuarto de vigilancia y conocen a Prototipo, un prototipo más avanzado de Profetabot. Proto recuerda a Niko los eventos de la historia original, que ocurrieron antes del reinicio. Según Proto, el mundo es una simulación, denominada la "Máquina del Mundo"; esta nueva partida es un reinicio de la máquina.
Niko, Silver, y Proto viajan hasta el Valle a través de la mina, pero un derrumbamiento acaba con la vida de Silver y Proto. Afortunadamente, Proto pudo darle su disco de memoria a Niko antes de ser aplastado. Una vez en el Valle, Niko se encuentra a Calamus y Alula de nuevo, y ayuda a reparar la máquina voladora del mecánico de la zona, Cedric. Cedric resulta ser el hijo del Autor, y explica que este creó la Máquina del Mundo para reemplazar el mundo anterior tras su destrucción. Niko y Cedric usan el avión para viajar al Refugio, donde este último manda a Niko a buscar a Rue, una misteriosa zorra parlante, mientras que él repara a Proto con el disco de memoria. Rue revela a Niko que la Máquina del Mundo es la entidad original del juego, y que la presencia del niño en ella la ha corrompido. Cedric y el restaurado Proto reparecen, y junto a Niko y Rue se adentran en el interior de la máquina, "domesticándola" y revirtiendo su comportamiento destructivo. Niko coloca el sol en la cima de la Torre y restaura el mundo, revirtiendo la muerte de los personajes. Finalmente, Niko vuelve a casa.
Tras reabrir el juego, la Máquina del Mundo le explica al jugador que no puede acceder al mundo sin Niko, y le deja la opción de volver a jugar al juego usando las memorias grabadas del niño, permitiendo así más partidas. En estas, Niko aparece representado por el reflejo de la Máquina del Mundo.

## Desarrollo
El juego empezó su desarrollo como un juego gratuito; esta versión se creó en un mes y se lanzó al mundo el 30 de junio de 2014, por los creadores Eliza Velasquez y Casey Gu (conocido también como Nightmargin). Se desarrolló como una participación al concurso RPGMakerWeb's 2014 Indie Game Maker Contest, pero no recibió ningún premio ni mención. Esta versión contaba con una idea revolucionaria: no permitía jugar más al juego tras la primera partida, y acababa con todo el progreso si el jugador cerraba el juego fuera de puntos de guardado; he aquí el nombre del juego, OneShot ("Un Intento", traducido literalmente al español). Este concepto se eliminó en los siguientes lanzamientos del juego puesto que los desarrolladores lo vieron muy severo para un producto de pago y larga duración.
Según Nightmargin, OneShot fue diseñado con un tema "oscuro pero vivo" para reflejar la ausencia de luz solar en el mundo. Las zonas del mundo están inspiradas en el esquema de colores RGB, y la música de cada zona se compuso después de que el apartado visual de cada zona estuviese terminado. Gu y Velasquez citan varias inspiraciones temáticas para el juego, entre ellas juegos como Hyper Light Drifter, The Legend of Zelda: Link's Awakening, y libros como El Principito.
En una entrevista con PC Gamer, Velasquez dice que la idea de romper la cuarta pared en la que se basa OneShot estuvo inspirada en parte por Psycho Mantis, de Metal Gear Solid. La desarrolladora confirmó que el concepto de un "juego basado en la metaficción" fue la base para la historia del juego. Aunque la primera versión del juego salió antes que Undertale; ella lo describe como una "anti-influencia", en lo que ella quiso dar una perspectiva distinta en el mismo formato tras su lanzamiento. Después de que los desarrolladores se quedaran sin ideas, puzles y elementos más convencionales se introdujeron en el juego; por ejemplo, la habilidad de combinar objetos se inspiró en clásicos de aventura como The Secret of Monkey Island.
Tras aparecer en conferencias y exposiciones como GDC e IndieCade, la versión de Steam se lanzó dos años más tarde, el 8 de diciembre de 2016. El 28 de marzo de 2017, un nuevo final que daba respuesta a algunos misterios sin resolver se lanzaría mediante el nombre de "Solstice", basado en ideas antiguas para una secuela del juego. La versión de Mac salió el 31 de mayo de 2018, cuya jugabilidad trataba de "asemejarse todo lo posible a la versión de Windows", y la versión de Linux se lanzó más tarde, el 24 de abril de 2019. Tanto la versión de Linux como la de Windows se lanzaron posteriormente en itch.io el 12 de marzo de 2020.
En el quinto aniversario del juego, el 8 de diciembre de 2021, los desarrolladores anunciaron que estaban trabajando en una versión de OneShot para Nintendo Switch, PlayStation 4, y Xbox One. Finalmente, esta versión salió a la luz el 22 de septiembre de 2022 bajo el nombre de OneShot: World Machine Edition, incorporando nuevas mecánicas y fichas extras que ofrecen más detalles sobre los personajes.

## Recepción
La versión completa de OneShot recibió critícas "generalmente positivas" para Windows según el agregador de reseñas Metacritic; la versión de Nintendo Switch recibió "elogios universales". John Walker, escritor para Rock Paper Shotgun, dijo que "es extremadamente inteligente, encantador y cuenta con una narrativa preciosa", y Louis Stowe, redactor para COGConnected, lo describe como "una maravilla completamente inesperada". Charlie Nicholson, de New Game Network lo compara positivamente con Undertale y Pony Island, pero dice que no es "revolucionario".
Muchos críticos elogian los aspectos metaficticios del juego. Walker comenta que "hace cosas con su ordenador que no sabía que los videojuegos podían hacer". Nicholson aclama la forma en la que el videojuego rompe la barrera entre jugador y juego, argumentando que estuvo tentado a "tapar su webcam con cinta". El crítico de Adventure Gamers Pascal Teikala también elogia estas interacciones, pero anota que estas interferencias con el ordenador podrían no ser del agrado de algunos jugadores. Stowe critica el diseño de los puzles del juego, pero admite que las dificultades que le surgieron a él surgieron en contadas ocasiones.
En 2017, OneShot fue nominado a la categoría de "Mejor Juego de PC del año" en los Golden Joystick Award.